# Ochthocharis paniculata
Ochthocharis paniculata är en tvåhjärtbladig växtart som beskrevs av Pieter Willem Korthals. Ochthocharis paniculata ingår i släktet Ochthocharis och familjen Melastomataceae. Inga underarter finns listade i Catalogue of Life.